# آنیلو سالزانو
آنیلو سالزانو (انگلیسی: Aniello Salzano؛ زادهٔ ۲۰ ژوئیهٔ ۱۹۹۱) بازیکن فوتبال اهل ایتالیا است.
از باشگاه‌هایی که در آن بازی کرده‌است می‌توان به باشگاه فوتبال کروتونه و باشگاه فوتبال ونتزیا اشاره کرد.